# Garcia de Orta
Garcia de Orta (più correttamente da Orta) (Castelo de Vide, 1501 – Goa, 1568) è stato un botanico portoghese.
Medico in India, nel 1543 descrisse, primo tra gli occidentali, il colera; nel 1548 introdusse in Europa la coltivazione del limone.
Nel 1563 pubblicò i suoi Coloquios dos simples e drogas he cousas mediçinais da India, tradotta poi in latino da Carolus Clusius nel 1567.

## Biografia
Nato in una famiglia spagnola di fede ebraica che prima fu espulsa dalla Spagna e poi si converti' al cristianesimo, De Horta studiò nelle università spagnole di Salamanca e Alcalá de Henares. Intorno al 1523 si laureò in arte, filosofia naturale e medicina. Esercitò per qualche tempo nella sua città natale prima di trasferirsi a Lisbona nel 1526, dove divenne il medico personale di Giovanni III. Nel 1530 divenne professore di filosofia naturale all'Università di Lisbona.
Nel 1534 si imbarcò per le Indie come medico del capo generale del governatore Martim Afonso de Sousa e si presume che lo fece per sfuggire all'Inquisizione. Si stabilì a Goa dove praticava la medicina e commerciava in prodotti medici locali e pietre preziose. Il viceré dell'India gli concesse dei privilegi a Bombay, che allora apparteneva alla corona portoghese. Ha curato molte personalità locali come il sultano di Ahmadnagar. Entrò in contatto con i mercanti che frequentavano il Golfo Persico e la costa indiana fino a Ceylon. Nel 1541, sposò una ricca ereditiera con la quale ebbe diverse figlie. Morì nel 1568 dopo aver evitato la persecuzione da parte dell'Inquisizione, che istituì un tribunale a Goa nel 1565, ma subito dopo la sua morte, la sua famiglia fu perseguitata. Nel 1569 sua sorella, sospettata di continuare a praticare la religione ebraica, fu bruciata. Altri membri della sua famiglia, sotto tortura, hanno denunciato Garcia da Horta. Nel 1580 il suo corpo fu riesumato, bruciato e le ceneri sparse in mare.